# Miasto (Orłowa)
Miasto (czes. Město) – część miasta Orłowej w kraju morawsko-śląskim, w powiecie Karwina w Czechach. Jest to także gmina katastralna o nazwie Orlová (Orłowa) i powierzchni 518,99 ha. Liczy 2471 mieszkańców, a w 2010 odnotowano 642 adresy.
Stanowi historyczne centrum miasta i obejmuje teren Orłowej sprzed II wojny światowej.
Pierwsza znana wzmianka dotycząca Orłowej pochodzi z dokumentu biskupa wrocławskiego Wawrzyńca z roku 1223, gdzie wymieniana jest jeszcze pod nazwą "Sal" jako własność klasztoru benedyktynów z Tyńca koło Krakowa. Nazwa "Orłowa" została użyta po raz pierwszy w dokumentach z roku 1227. Ok. 1291 roku benedyktyni wybudowali tutaj klasztor, jeden z pierwszych we właśnie powstałym Księstwie Cieszyńskim i największy w okolicy. W roku 1560 nastąpiła sekularyzacja dóbr zakonnych. Wieś została zakupiona przez ród Cyganów ze Słupska koło Gliwic, a w 1619 przez rodzinę Bludowskich, która w 1765 roku wybudowała tu zamek (rozebrany na skutek szkód górniczych w latach 70. XX wieku). Po wymarciu rodu Bludowskich w 1838 roku Orłową przejęła rodzina Mattencloit, która w 1844 wydała pierwszą zgodę na wydobywanie węgla na terenie wsi. Do tej pory Orłowa była typową wsią rolniczo-rzemieślniczą, w ciągu następnego stulecia jej charakter miał się jednak definitywnie zmienić.
W 1869 wieś liczyła 1353 mieszkańców, w 1890 3435, 10 lat później 6679. W 1908 Orłowa uzyskała ograniczone prawa miejskie. Według austriackiego spisu ludności z 1910 roku miasteczko Orłowa miało 8334 mieszkańców, z czego 8207 było zameldowanych na stałe, 4799 (58,5%) było czesko-, 2805 (34,2%) polsko- a 603 (7,3%) niemieckojęzycznymi, 6140 (73,7%) było katolikami, 1792 (21,5%) ewangelikami, 9(0,1%) kalwinistami, 374 (4,5%) wyznawcami judaizmu a 19 (0,2%) było innej religii lub wyznania.
Po podziale Śląska Cieszyńskiego w 1920 Orłowa znalazła się w granicach Czechosłowacji. W 1922 otrzymuje pełnię praw miejskich i 8 lat później liczy 10040 mieszkańców. Po II wojnie światowej przyłączono do niej Łazy, Porębę i Lutynię Górną. W latach 60. XX wieku na terenie Lutyni rozpoczęto realizację projektu rozbudowy Orłowej jako miasta-sypialni dla Zagłębia Ostrawsko-Karwińskiego. Tymczasem ludność dzielnicy Miasto systematycznie się zmniejsza. W 1961 do 7400, w 1970 do 5444, 1980 do 3964, a w 1991 do 2271.

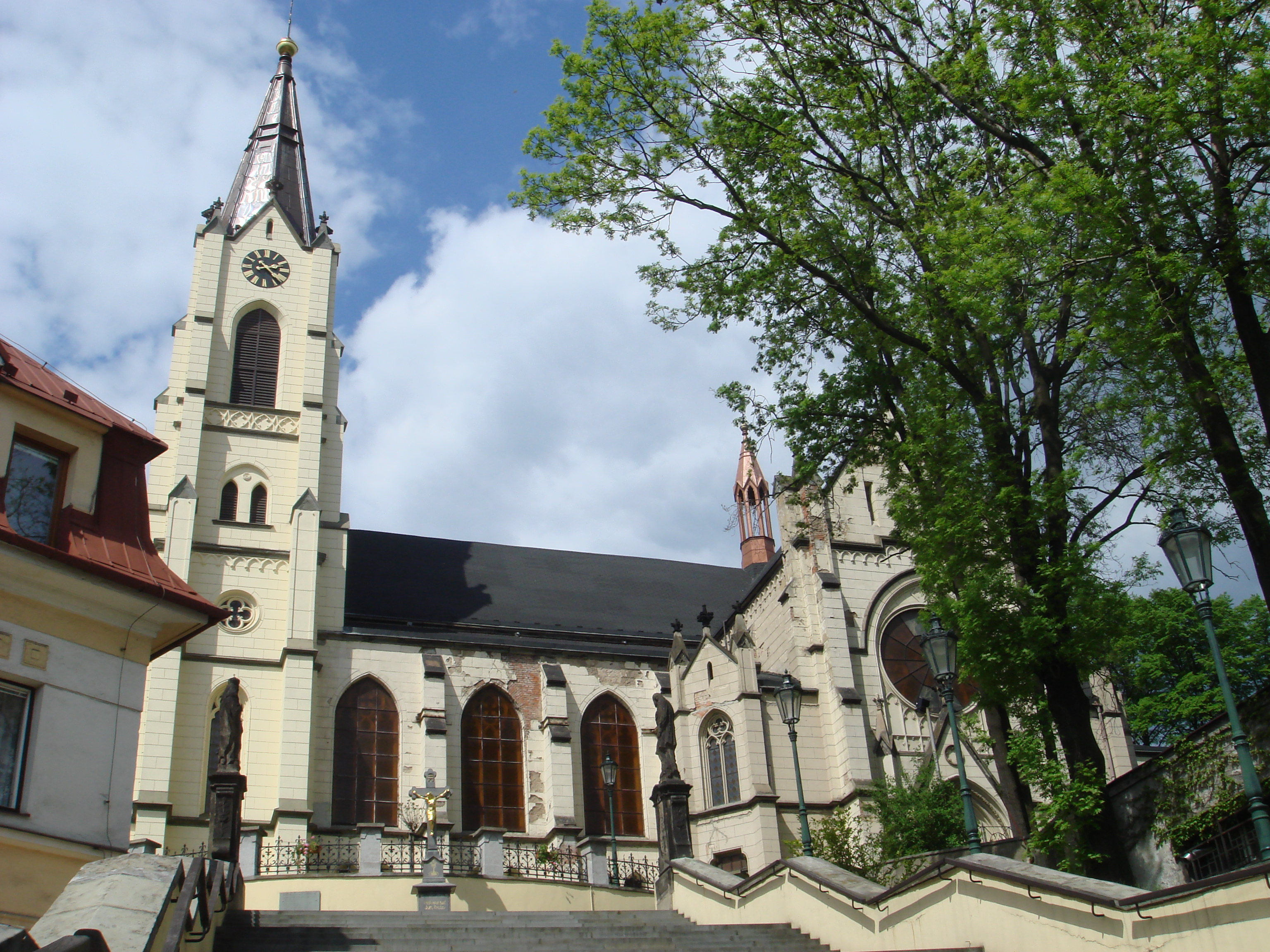
Katolicki Kościół Narodzenia Najświętszej Marii Panny
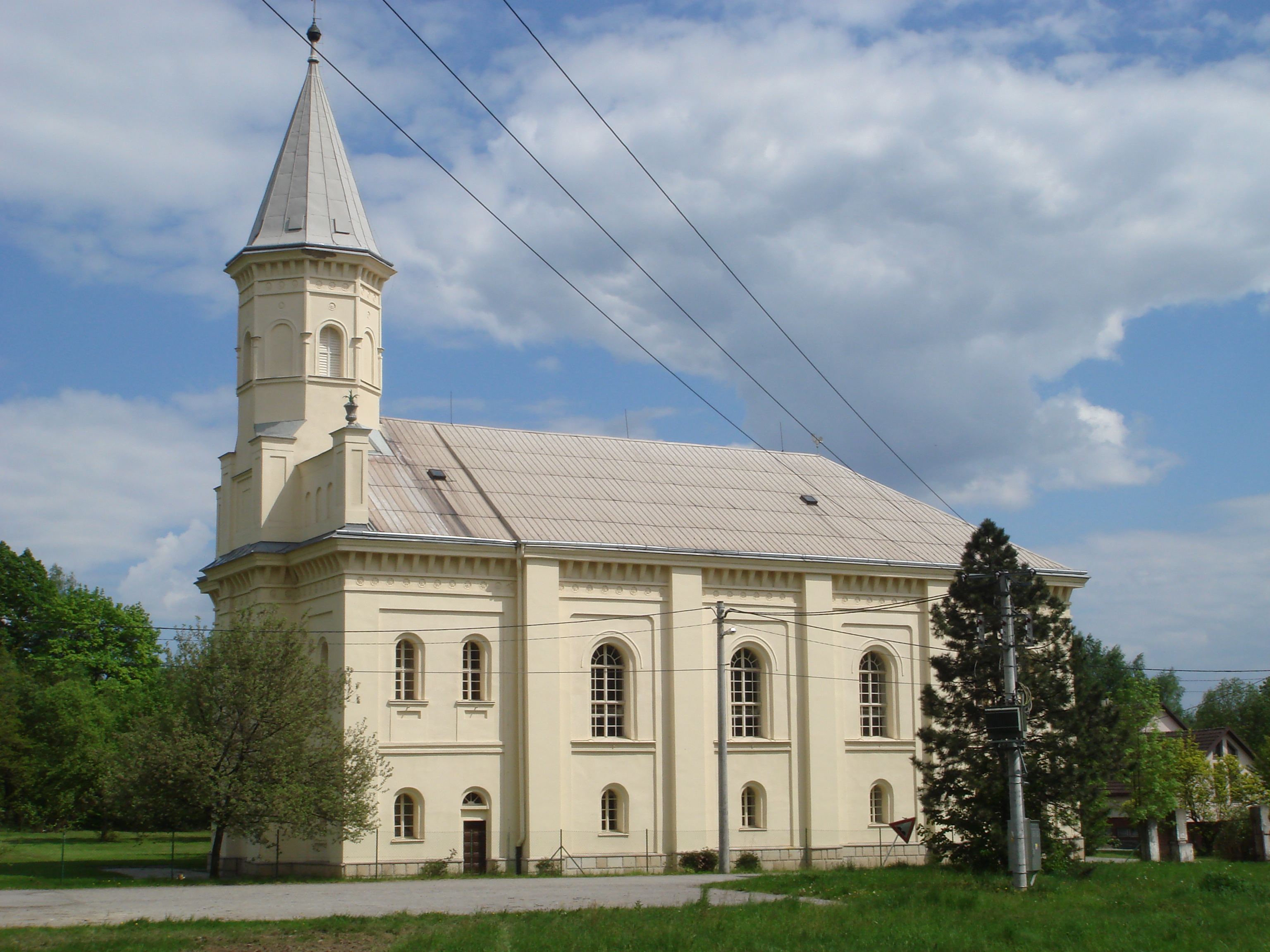
Kościół luterański
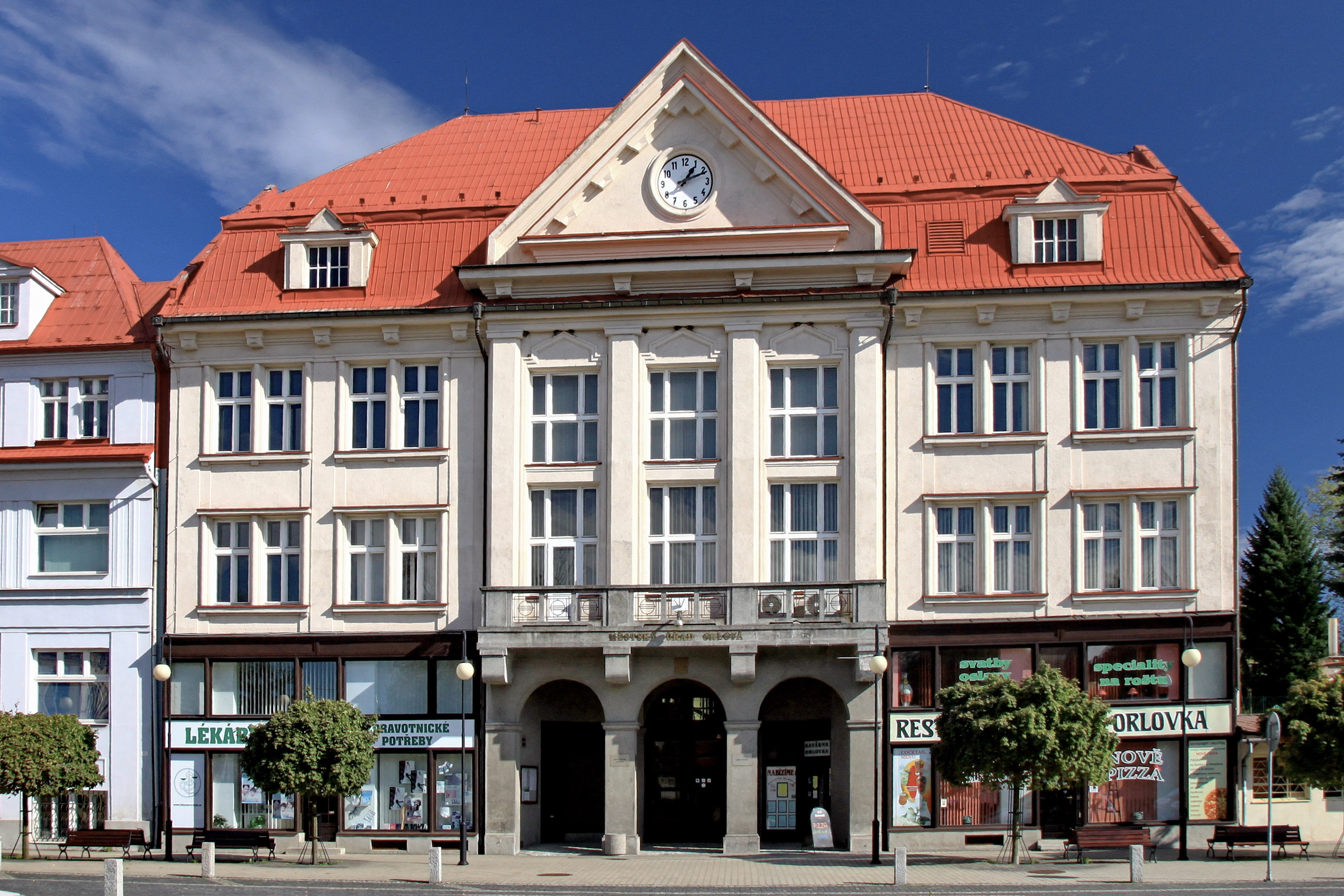
Ratusz
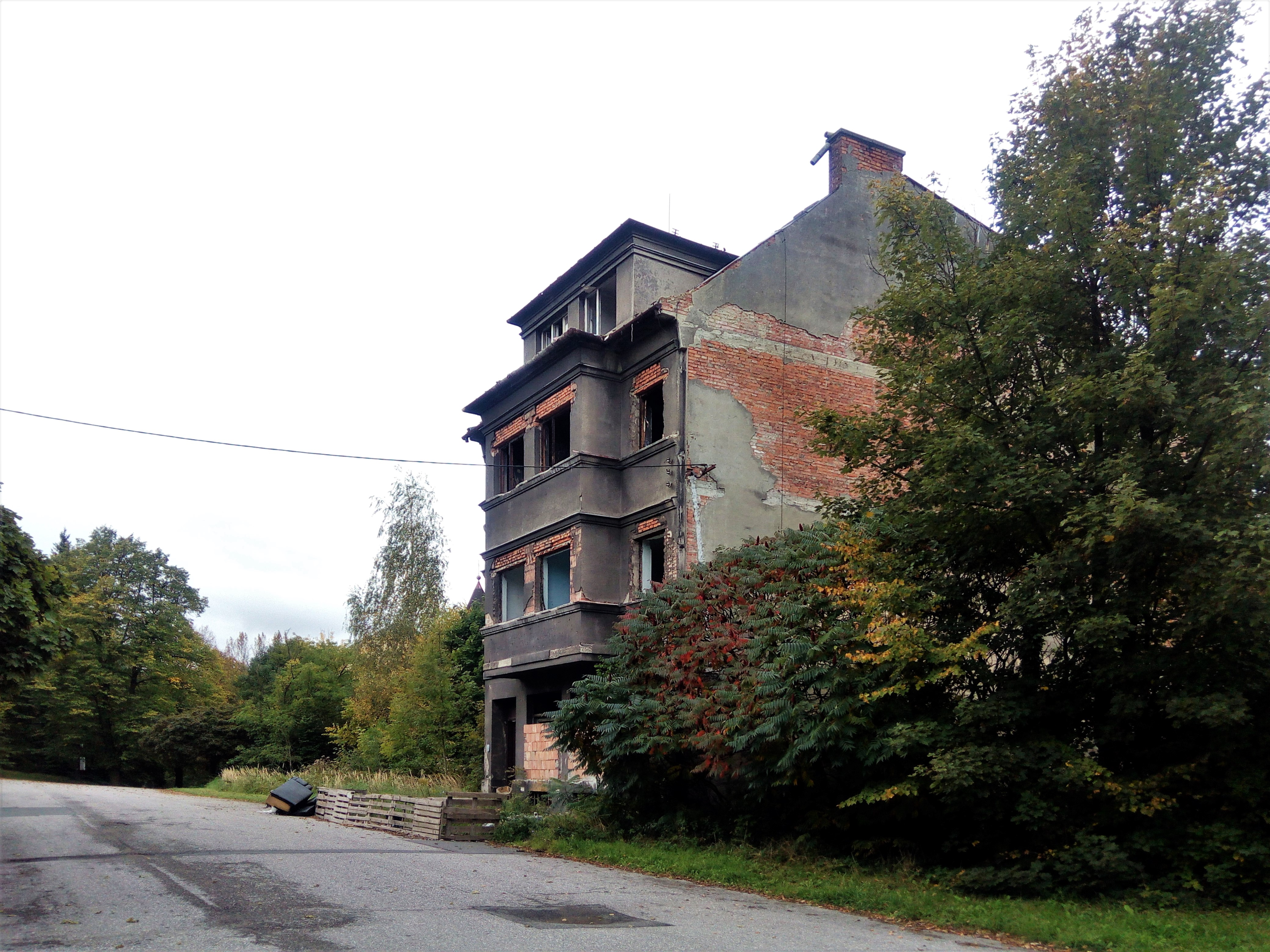
Pozostałości dawnej zabudowy przy ul. Palackiego
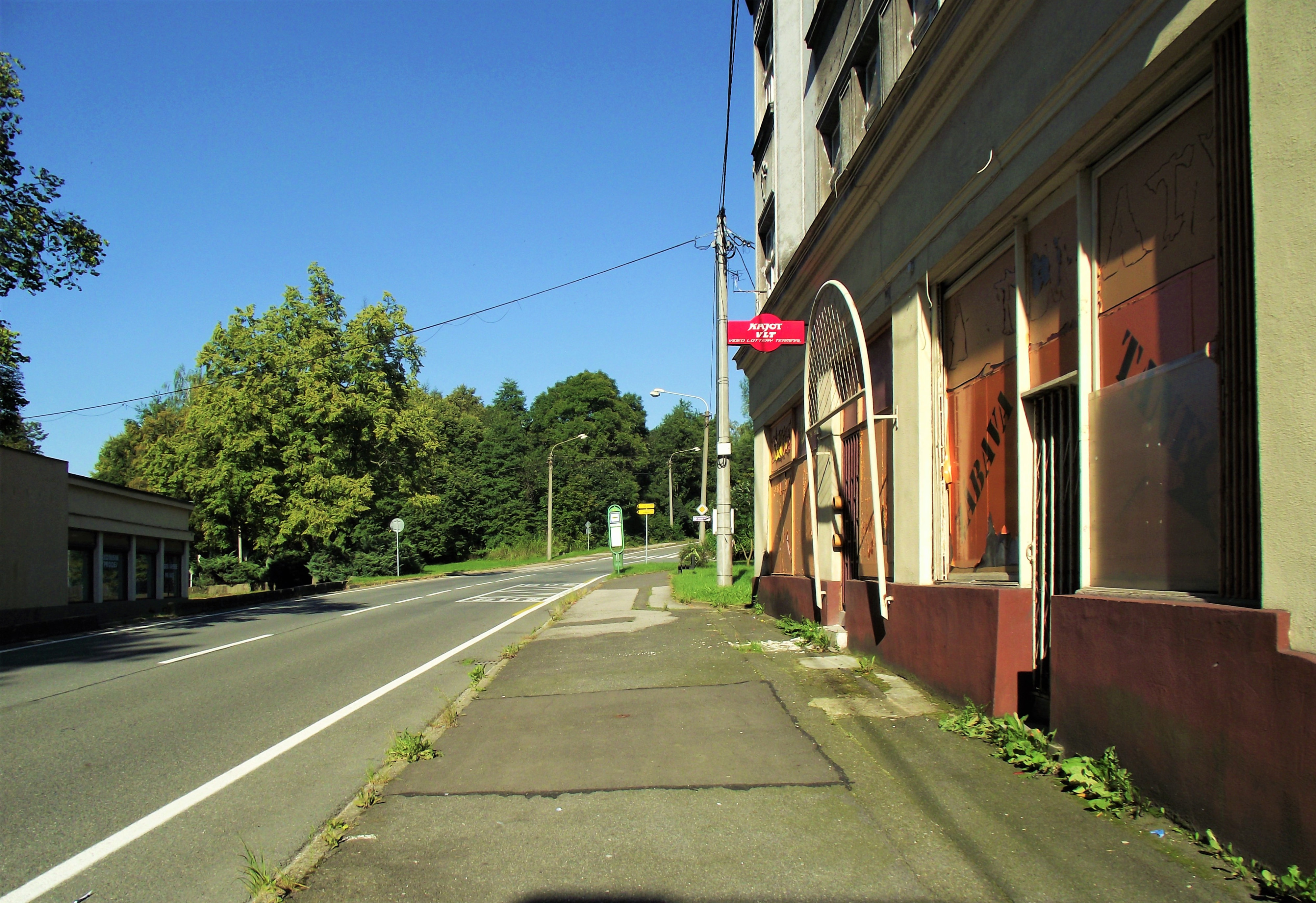
Opuszczone obiekty przy ul. Cingra